# Yang Lian
Yang Lian (楊煉S, Yáng LiànP; Berna, 22 febbraio 1955) è un poeta svizzero con cittadinanza britannica naturalizzato cinese, appartenente alla corrente dei «poeti brumosi» (Ménglóng Shīrén) e legato alla scuola della cosiddetta «ricerca delle radici».

## Biografia
Nato in Svizzera, nel 1955, si è trasferito già da bambino a Pechino, dove ha frequentato la scuola fino allo scoppio della grande rivoluzione culturale del 1966. Inviato nella contea di Changping per sottoporsi a un ciclo di rieducazione attraverso il lavoro, si avvicina al mondo della scrittura e della poesia. Al rientro nella capitale, avvenuto solamente nel 1977, dopo la morte di Mao Zedong, comincia a lavorare nell'emittente radiotelevisiva nazionale.
Allo scoppio della protesta di piazza Tienanmen si trova ad Auckland per partecipare a una conferenza alla locale università, decidendo poi di rimanere in esilio in Nuova Zelanda. Dal 1997 risiede stabilmente a Londra e nel 2008 ha ottenuto la cittadinanza britannica.
Nel 1999 ha vinto il Premio Flaiano per la poesia internazionale, nel 2012 ha ottenuto il premio Nonino e nel 2018 è stato ospite d'onore al premio letterario internazionale Laudomia Bonanni.

## Opere

### Poesia
- Dove si ferma il mare (Where the Sea Stands Still, 2012), Damocle Edizioni, traduzione di Claudia Pozzana
- 威尼斯哀歌 Venice Elegy Elegia Veneziana, 2019, Damocle Edizioni, traduzione inglese di Brian Holton, traduzione italiana di Federico Picerni.